# Instytut Marki Polskiej
Instytut Marki Polskiej – ośrodek badawczo-rozwojowy działający pod egidą Krajowej Izby Gospodarczej przy Fundacji Promocja Polska, zajmujący się gromadzeniem wiedzy na temat brandingu narodowego i regionalnego oraz wykorzystywaniem tej wiedzy w różnych przedsięwzięciach i projektach.
W 1995 r. Instytut Marki Polskiej jako pierwszy w Polsce podjął zabiegi na rzecz odbudowania krajowej kultury marek: od tworzenia poprzez rozwój rodzimych marek korporacyjnych, komercyjnych i społecznych, a także zbudowania marki narodowej. Był organizatorem Programu Przywrócenia Roli i Znaczenia Marek Firmowych i Handlowych w Polsce MARKA-MARKOM. Drugi etap MARKI-MARKOM to Akademia Marek, zajmująca się promocją polskich marek i wyszczególnianiem tych najwybitniejszych.
Działalność IMP koncentruje się zatem, wokół zainteresowania brandingiem jako sztuki kreowania marek. Instytut Marki Polskiej jest współtwórcą programu Marka dla Polski, opartego na idei przewodniej marki Polski – Creative Tension (tłumaczonej m.in. na: twórcza przekora, twórcze napięcie).

## Marka dla Polski
W 1996 r. Krajowa Izba Gospodarcza i polskie przedsiębiorstwa zapoczątkowały „Program Przywrócenia Roli i Znaczenia Marek Firmowych i Handlowych MARKA-MARKOM” w celu podniesienia konkurencyjności polskich produktów, usług, firm, branż, regionów oraz polskiej gospodarki.
Od 2002 r. projekt MARKA-MARKOM przyjmuje nazwę Marka dla Polski. Obecnie pieczę nad projektem sprawuje Instytut Marki Polskiej. Ideą przewodnią Marki Polska jest Creative Tension (Twórcza Przekora, Twórcze Napięcie, ...), mówiąca, że Polacy posiadają cenny, specyficzny rodzaj kreatywności polegający na biegunowym funkcjonowaniu dwóch sił – przekory i twórczości. Idea utrzymuje, że to właśnie Creative Tension powoduje u Polaków, że są oni zdolni do wielkich zrywów i osiągnięć. W realizację Marki dla Polski zaangażowany był zespół ekspertów pod kierownictwem Wally’ego Olinsa.
Twórcza Przekora zakłada, że jako idea przewodnia Marki Polska może pomóc polskiej przedsiębiorczości sprostać wymogom międzynarodowej konkurencji i współtworzyć tożsamość konkurencyjną Polski, wykorzystując m.in. pozytywny efekt kraju pochodzenia.